# 세노현

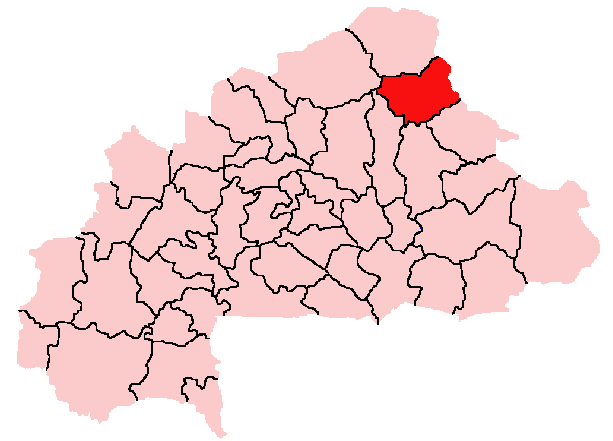
세노현의 위치

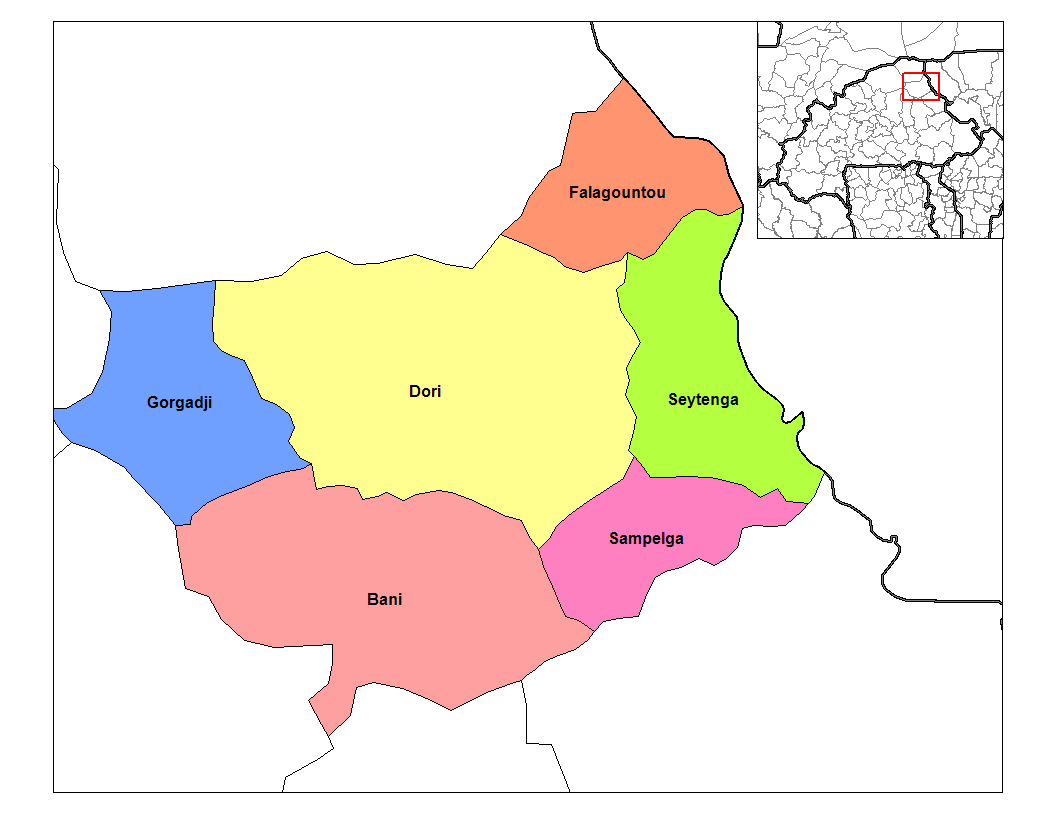
세노현의 행정 구역

세노현(프랑스어: Séno)은 부르키나파소 사엘주에 위치한 현으로, 현도는 도리이며 면적은 6,863km2, 인구는 264,815명(2006년 기준)이다. 6개 군(바니군, 도리군, 팔라군투군, 고르가지군, 삼펠가군, 세이텡가군)을 관할한다.

## 같이 보기
- 부르키나파소의 주
- 부르키나파소의 현